# Condition Hüman
Condition Hüman — пятнадцатый студийный альбом группы Queensrÿche. Релиз альбома состоялся 2 октября 2015 года на лейбле Century Media. Это также второй альбом, записанный с вокалистом Тодом Ла Торре, который заменил Джеффа Тейта в 2012 году после его увольнения из группы.
Первый сингл «Arrow of Time» стал доступен для прослушивания 20 июля 2015 года, в тот же день было объявлено название и дата выхода альбома. Альбом был записан в начале 2015 года на студии Uberbeatz в Вашингтоне, продюсером альбома стал Крис «Zeuss» Харрис.

## Список композиций
| №                   | Название            | Автор(ы)                                     | Длительность |
| ------------------- | ------------------- | -------------------------------------------- | ------------ |
| 1.                  | «Arrow of Time»     | Майкл Уилтон, Эдди Джексон, Тодд Ла Торре    | 3:59         |
| 2.                  | «Guardian»          | Уилтон, Скотт Рокенфилд, Ла Торре            | 4:20         |
| 3.                  | «Hellfire»          | Уилтон, Ла Торре                             | 5:05         |
| 4.                  | «Toxic Remedy»      | Уилтон, Рокенфилд, Ла Торре                  | 4:09         |
| 5.                  | «Selfish Lives»     | Уилтон, Рокенфилд, Ла Торре                  | 4:57         |
| 6.                  | «Eye9»              | Джексон                                      | 3:20         |
| 7.                  | «Bulletproof»       | Уилтон, Паркер Лундгрен, Рокенфилд, Ла Торре | 4:00         |
| 8.                  | «Hourglass»         | Уилтон, Рокенфилд, Ла Торре                  | 5:09         |
| 9.                  | «Just Us»           | Уилтон, Ла Торре                             | 5:58         |
| 10.                 | «All There Was»     | Рокенфилд, Лундгрен, Ла Торре                | 3:44         |
| 11.                 | «The Aftermath»     | Queensrÿche                                  | 0:56         |
| 12.                 | «Condition Hüman»   | Уилтон, Рокенфилд, Лундгрен, Ла Торре        | 7:45         |
| Общая длительность: | Общая длительность: | Общая длительность:                          | 53:22        |

| №                   | Название            | Автор(ы)            | Длительность |
| ------------------- | ------------------- | ------------------- | ------------ |
| 13.                 | «Espiritu Muerto»   | Уилтон, Джексон     | 3:40         |
| 14.                 | «46° North»         | Джексон             | 3:33         |
| 15.                 | «Mercury Rising»    | Рокенфилд, Ла Торре | 3:55         |
| Общая длительность: | Общая длительность: | Общая длительность: | 64:23        |

## Участники записи
Список составлен по сведениям базы данных Discogs.

| Queensrÿche: - Тодд Ла Торре — вокал - Майкл Уилтон — соло и ритм-гитара, бэк-вокал - Паркер Лундгрен — соло и ритм-гитара, бэк-вокал - Эдди Джексон — бас-гитара, бэк-вокал - Скотт Рокенфилд — ударные, перкуссия, оркестровки, клавиши | Технический персонал: - Крис «Zeuss» Харрис — продюсер, инженер сведения и мастеринга, музыкальное программирование - Джесси Смит — ассистент звукорежиссёра - Скотт Рокенфилд — музыкальное программирование - Тодд Ла Торре — арт-директор, музыкальное программирование, концепция художественного оформления - Джо Хелм — художественное оформление - Кэри Пирсон — фотограф |

## Позиции в хит-парадах
| Чарт (2015)                           | Высшая позиция | Пребывание |
| ------------------------------------- | -------------- | ---------- |
| Бельгия / Фландрия (Ultratop)         | 104            | 4 недели   |
| Бельгия / Валлония (Ultratop)         | 55             | 5 недель   |
| Великобритания (UK Albums Chart)      | 77             | 1 неделя   |
| Германия (Offizielle Top 100)         | 26             | 2 недели   |
| Италия (FIMI)                         | 49             | 1 неделя   |
| Нидерланды (MegaCharts)               | 51             | 2 недели   |
| США (Billboard 200)                   | 27             | 2 недели   |
| США (Billboard Top Hard Rock Albums)  | 4              | 4 недели   |
| США (Billboard Independent Albums)    | 4              | 3 недели   |
| США (Billboard Top Rock Albums)       | 5              | 2 недели   |
| США (Billboard Top Tastemaker Albums) | 14             | 1 неделя   |
| Франция (SNEP)                        | 165            | 1 неделя   |
| Шотландия (Scottish Albums Chart)     | 66             | 1 неделя   |
| Швейцария (Schweizer Hitparade)       | 54             | 1 неделя   |
| Япония (Oricon)                       | 187            | нет данных |